# Joseph Campbell (cầu thủ bóng đá)
Joseph Campbell (sinh năm 1903) là một cầu thủ bóng đá người Anh thi đấu ở vị trí wing half.

## Sự nghiệp
Sinh ra ở Walker, Campbell thi đấu cho Hull City, Bradford City và Yeovil and Petters United. Với Bradford City, ông có 1 lần ra sân ở Football League.